# Tillandsia pueblensis
Tillandsia pueblensis är en gräsväxtart som beskrevs av Lyman Bradford Smith. Tillandsia pueblensis ingår i släktet Tillandsia och familjen Bromeliaceae. Inga underarter finns listade i Catalogue of Life.